# Entitlement Management Message
Pour les articles homonymes, voir EMM.
L'Entitlement Management Message (EMM) est utilisé dans les systèmes de contrôle d'accès dans le domaine de la Télévision numérique pour envoyer les droits à partir d'un flux vidéo vers la carte à puce, par exemple les informations qui permettent de donner les droits à un utilisateur de regarder un groupe de chaînes, une vidéo à la demande etc.